# An Thới (xã)
An Thới là xã thuộc huyện Mỏ Cày Nam, tỉnh Bến Tre, Việt Nam.

## Hành chính
Xã An Thới được chia thành 4 ấp:
| STT | Tên ấp   |
| 1   | An Lợi   |
| 2   | An Hòa   |
| 3   | An Phước |
| 4   | An Qui   |
| --- | -------- |

5 An loc

## Kinh tế - xã hội

### Kinh tế
Xã An Thới chủ yếu làm nghề nông là chính: trồng mía, dừa, chăn nuôi gia súc và trồng trái cây. Đặc biệt là Mía và dừa, hằng năm mang lại kinh tế cho xã không nhỏ. Tuy nhiên những năm gần đây, giá mía đường xuống thấp nên người dân chuyển sang trồng các loại cây ăn trái khác. Cây dừa - linh hồn của tỉnh Bến Tre nói chung và xã An Thới nói riêng cũng dần thu hẹp vì giá trị kinh tế. Giá dừa lên xuống không ổn định nên đôi khi làm người dân hoang mang, có lúc đốn xưa trồng cam, bưởi; nhưng có khi lại chặt cam, bưởi để trồng lại dừa.

### Xã hội

#### Giáo dục
Trường học ở xã An Thới được xây dựng nhiều, nhà nhà đều đã có mái ấm khang trang bằng tường, không còn nhà lá dừa như xưa nữa.

## Giao thông
Giao thông những năm gần đây của xã tương đối tốt, cầu đường hiện đại hóa. Đặc biệt, nơi Hương Lộ 22 là giao thông huyết mạch của xã, giao thương với hai tỉnh Trà Vinh và Vĩnh Long.